# 2011 UM412
2011 UM412, também escrito como 2011 UM412, é um objeto transnetuniano que está localizado no Cinturão de Kuiper, uma região do Sistema Solar. Este corpo celeste é classificado como um cubewano. Ele possui uma magnitude absoluta de 8,5 e tem um diâmetro estimado com cerca de 88 km.

## Descoberta
2011 UM412 foi descoberto no dia 26 de outubro pelo astrônomo M. Alexandersen.

## Órbita
A órbita de 2011 UM412 tem uma excentricidade de 0,130 e possui um semieixo maior de 45,303 UA. O seu periélio leva o mesmo a uma distância de 39,423 UA em relação ao Sol e seu afélio a 51,182 UA.